# كونستانت كوليت
كونستانت كوليت (بالإنجليزية: Constant Collet)‏ ولد بتاريخ 28 يناير 1889 في فرنسا، وتوفي في 3 مارس 1937 في رين، كان دراج فرنسي.

## روابط خارجية
- كونستانت كوليت على موقع أرشيف الدراجات (الإنجليزية)
- كونستانت كوليت على موقع إحصائيات الدراجات الإحترافية (الإنجليزية)